# Abdelhak El Merini
Pour les articles homonymes, voir Merini et Rida Lamrini.
Abdelhak El Merini (variantes : Lamrini ou Lemrini ; en arabe : عبد الحق المريني), né le 31 mai 1934 à Rabat et mort le 2 juin 2025, est un historien, haut fonctionnaire et écrivain marocain. Il occupe, de 2010 à 2025, la fonction d'historiographe du royaume du Maroc.

## Biographie
Né le 31 mai 1934 à Rabat, et décédé le 2 juin 2025 à l'âge de 91 ans, Abdelhak El Merini est l'auteur de plusieurs ouvrages et a reçu, en 1968, le Prix du Maroc du livre pour Al-Jaysh al-maghribi abra at-tarikh (« L'Armée marocaine à travers l'Histoire »), paru la même année.
Depuis décembre 2010, il est l'historiographe du Royaume, remplaçant à ce poste Hassan Aourid, et depuis octobre 2012, aussi le porte-parole du Palais royal. En tant que porte-parole du Palais, après s'en être tenu à des communiqués de presse, il s'est exprimé pour la première fois dans un article — via le quotidien arabophone londonien Acharq Al-Awsat — en juillet 2013.